# Hermanus Koekkoek
Hermanus Koekkoek (Middelburg, 13 maart 1815 - Haarlem, 5 november 1882) was een Nederlands kunstschilder, etser en tekenaar, vooral bekend om zijn zeegezichten.

## Telg uit schildersgeslacht
Hermanus Koekkoek maakt deel uit van het bekende schildersgeslacht Koekkoek. Hij was de zoon van Johannes Hermanus Koekkoek, broer van landschapsschilder Barend Cornelis Koekkoek en van Marinus Adrianus Koekkoek, en vader van Hermanus Koekkoek de Jonge (1836-1909), Willem Koekkoek (1839-1895), Johannes Hermanus Barend Koekkoek (1840-1912) en Barend Hendrik Koekkoek (1849-1909?), die allen ook kunstschilder werden. Ook diverse van zijn kleinzonen kozen voor het schildersvak, waaronder Marinus Adrianus Koekkoek II (1873-1944) en Stephen Robert Koekkoek (1887-1934).

## Leven en werk
Hermanus Koekkoek leerde het schildersvak van zijn vader, de marineschilder Johannes Hermanus Koekkoek. In 1831 verhuisde de familie van Middelburg naar Durgerdam. Kort daarna vestigde hij zich als zelfstandig kunstenaar in het nabij gelegen Amsterdam. In 1882 verhuisde hij naar Haarlem, waar hij hetzelfde jaar nog overleed, 67 jaar oud.
Hermanus Koekkoek staat vooral bekend als marineschilder, hoewel hij ook veel landschappen maakte. Hij werkte in de typisch romantisch-realistische stijl die ook het werk van veel van zijn familieleden kenmerkt en die in het midden van de negentiende eeuw dominant was in de Nederlandse schilderkunst. Invloeden van beroemde Nederlandse zeeschilders uit de zeventiende eeuw zijn duidelijk zichtbaar.
Koekkoek leidde zijn vier zonen op in het schildersvak, alsook marineschilder Willem Gruyter Jr.. Hij was lid van de Koninklijke Academie van Beeldende Kunsten in Amsterdam, van Arti et Amicitiae en van het Rotterdams Genootschap. Tijdens zijn leven werd hij hoog gewaardeerd, ook in het buitenland. Werk van hem bevindt zich onder andere in de collecties van het Teylers Museum en Museum Boijmans van Beuningen. Het Rijksprentenkabinet van het Rijksmuseum Amsterdam heeft diverse van zijn tekeningen in bezit.

## Galerij

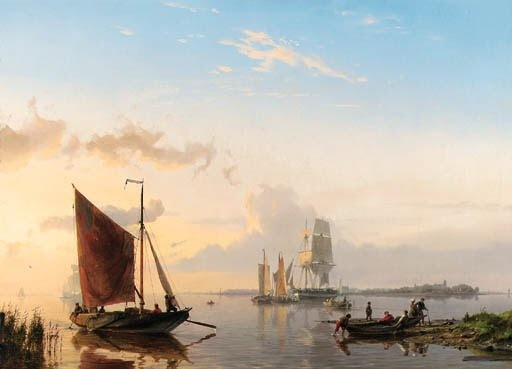
Zeilboten op de Schelde (ca. 1850)
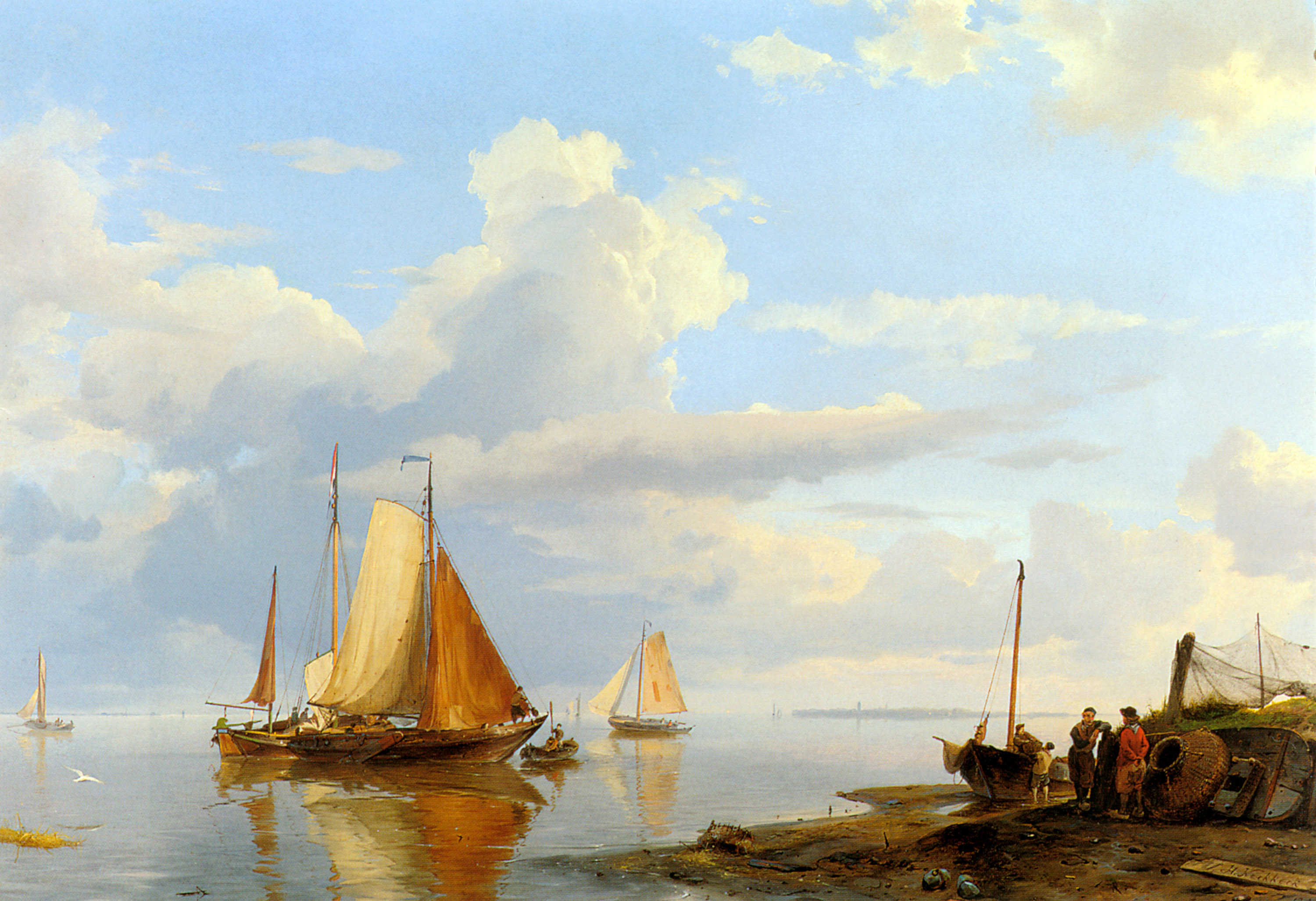
Figuren gaan aan wal in kalm water (1852)
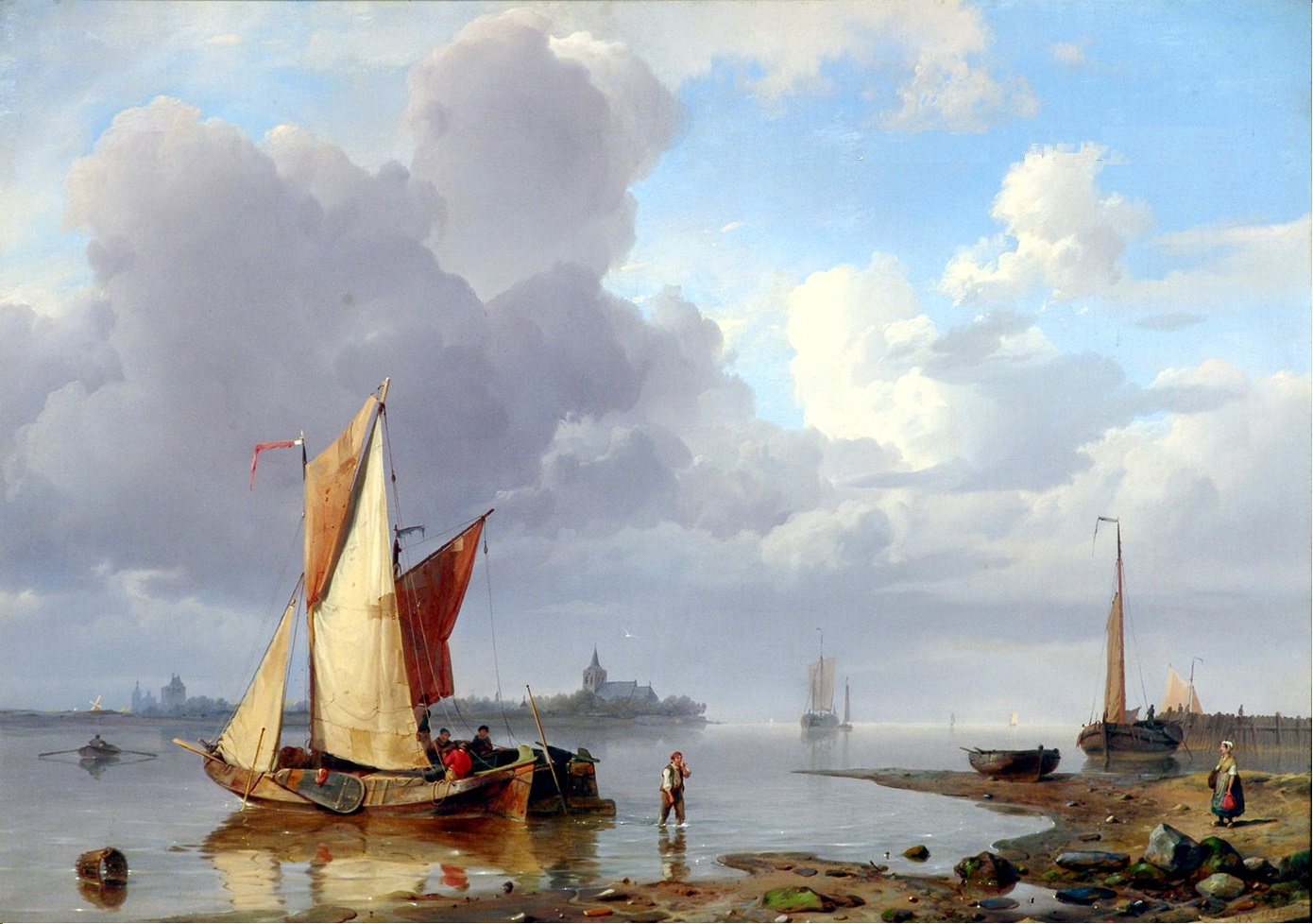
Vissersboten in een kalme riviermonding (1852)
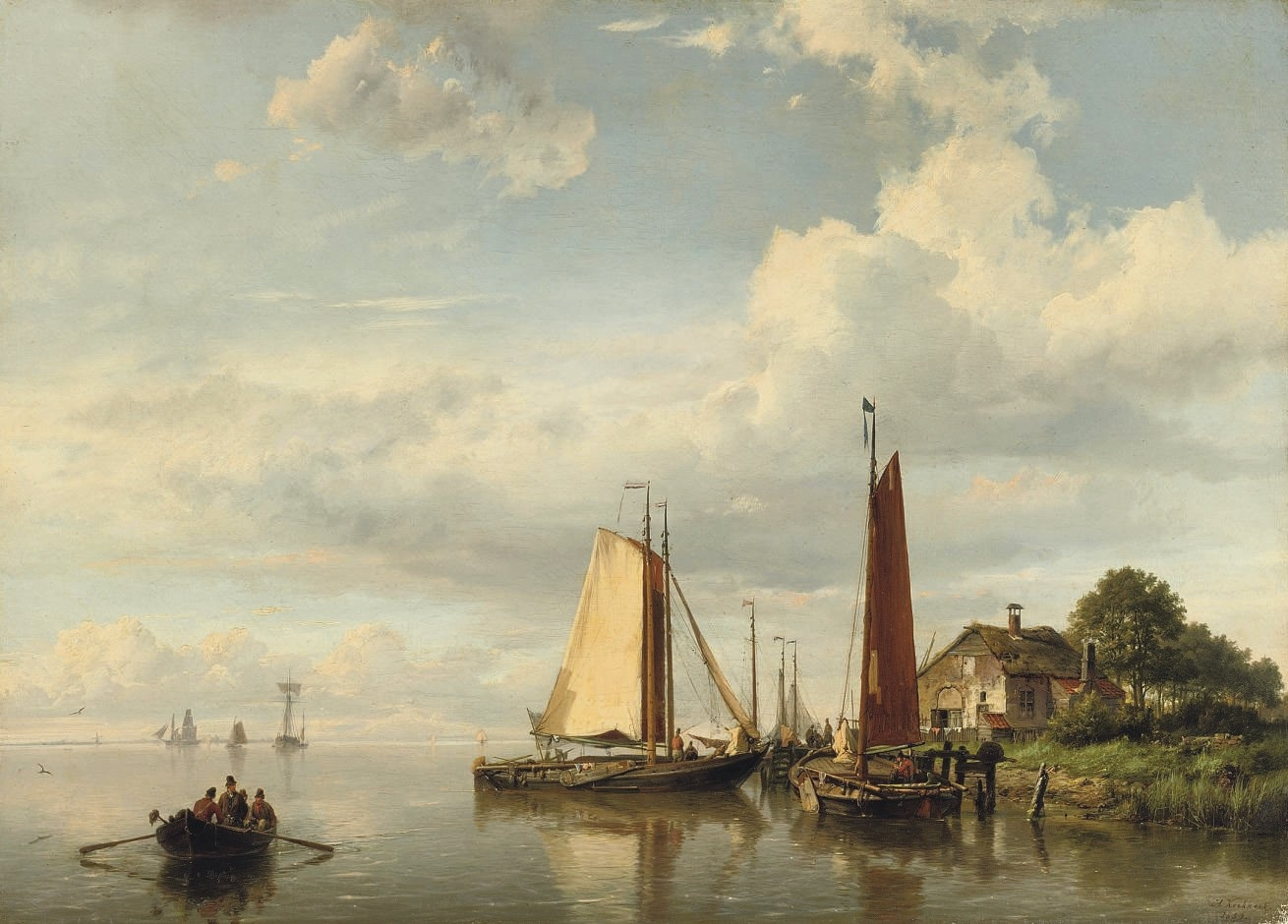
Aangemeerde zeilboten (1859)
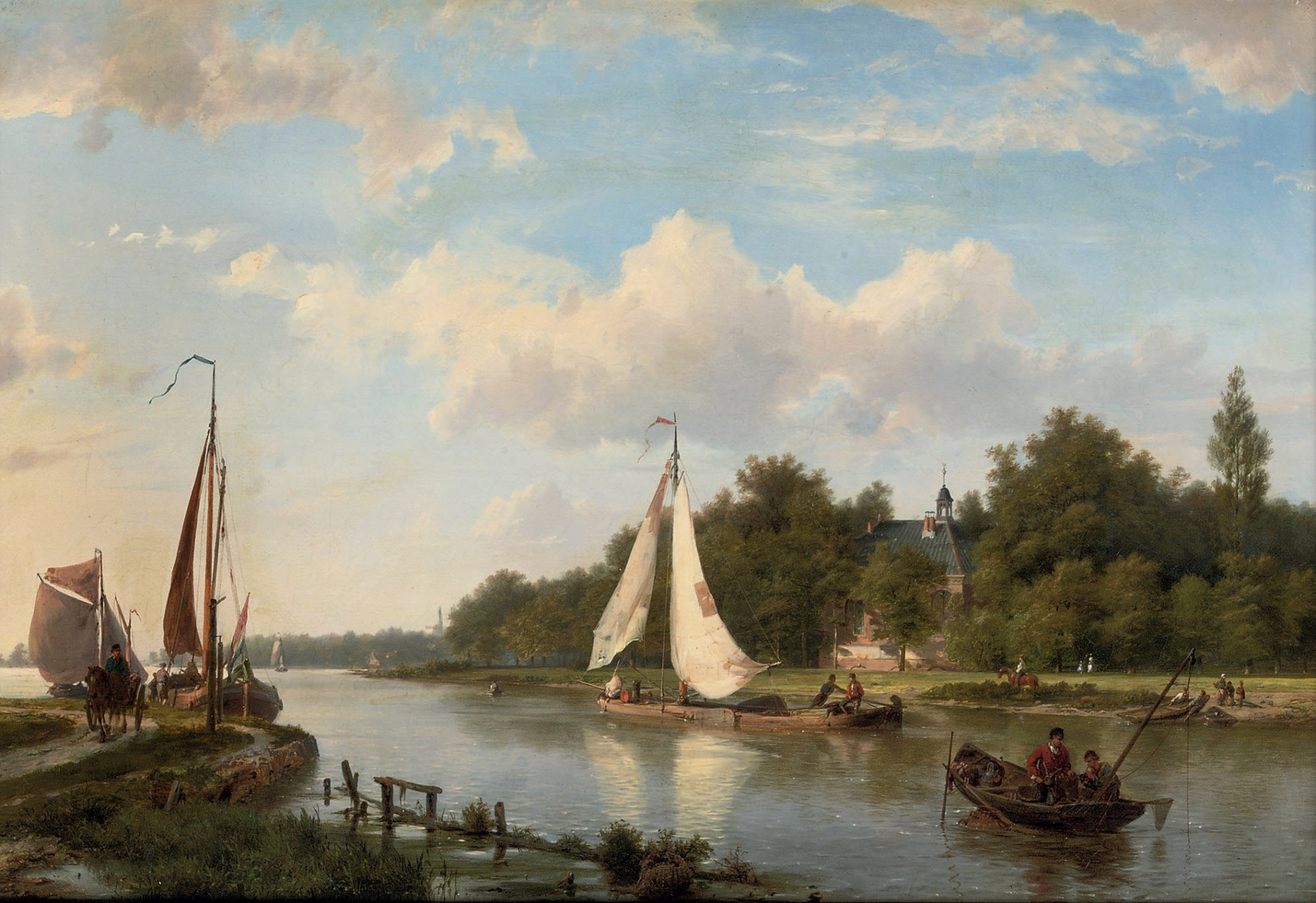
Langs de rivier op een zonnige namiddag (1864)
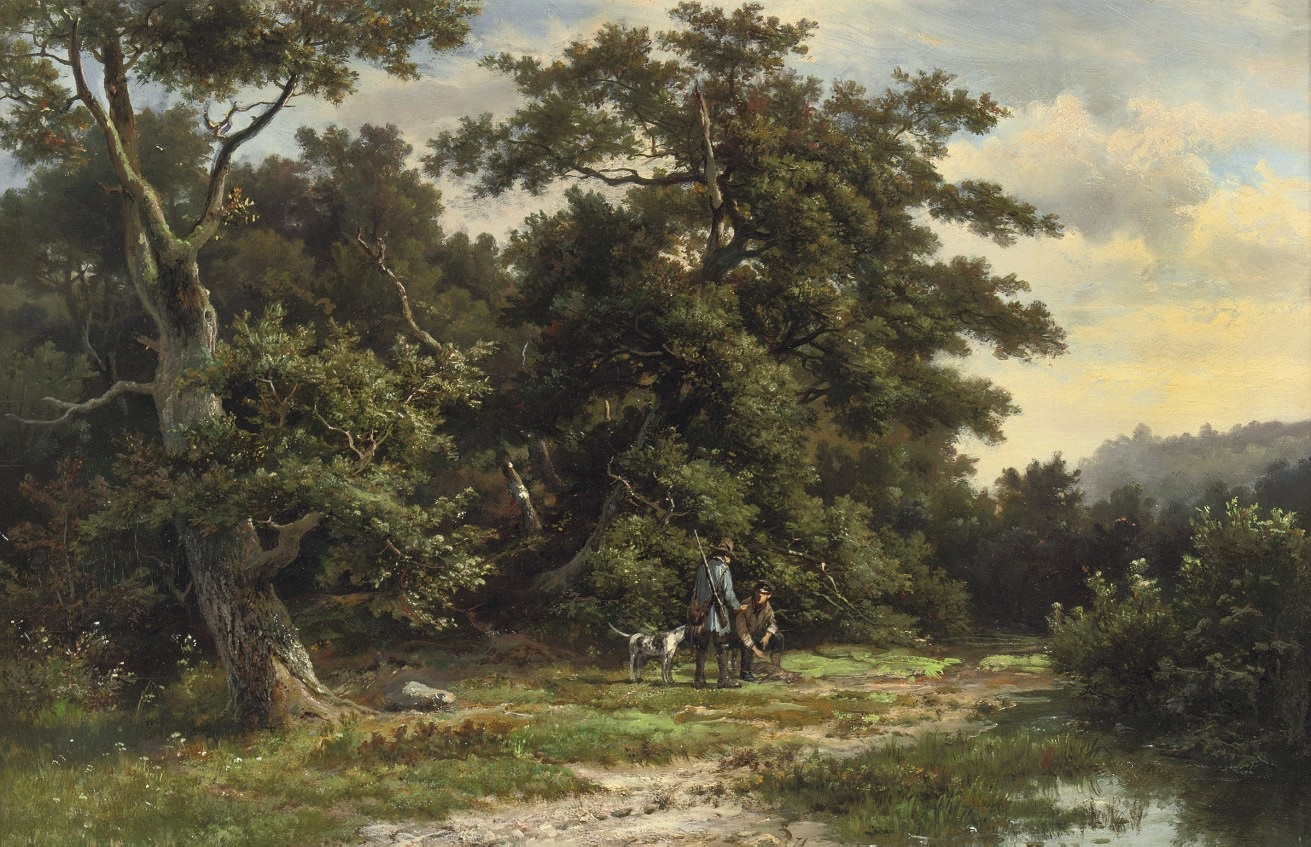
Een geslaagde vossenjacht